# Grande Nation
« Grande Nation » (ou plus souvent accompagné de l'article défini : « la grande nation ») est un terme utilisé en France lors de la période napoléonienne pour désigner la France victorieuse et conquérante. Tombé ensuite en désuétude, il est réemployé dans l'espace germanophone pour moquer la France, surtout après sa défaite lors de la Seconde Guerre mondiale.

## Origine
En France, le terme, peu connu, est utilisé seulement pour évoquer le contexte de la période napoléonienne et pour qualifier une France centralisatrice, aux frontières élargies, comme pour la Grande-Bretagne élargie à l’Irlande. Attesté en Allemagne dès 1790, l'emploi du terme la Grande nation est validé par l'encyclopédie allemande Brockhaus en 1907.
L'expression prend une tournure nettement péjorative en allemand, notamment en Prusse, dans les années 1840, lors de la Crise du Rhin, puis lors de la guerre franco-allemande de 1870 et jusqu'à 1945. Elle traduit l'idée d'une rivalité héréditaire franco-allemande, et est utilisée de façon péjorative et sarcastique par les actualités de la Deutsche Wochenschau pour présenter la défaite française de 1940.   

## De l'expression au mythe
Avec le processus de réconciliation franco-allemande et la mise en place de la communauté économique européenne, l'expression perd nettement de sa force mais reste encore aujourd'hui associée, dans la presse allemande notamment, à une francophobie moqueuse, présentant la France comme volontiers pompeuse, centraliste, arrogante, voire prétentieuse.
Beaucoup d'Allemands croient à tort que l'expression « Grande Nation » est utilisée par les Français eux-mêmes pour nommer leur pays, de la même façon que les Allemands utilisent des expressions telles que « le pays des poètes et des penseurs » (Das Land der Dichter und Denker) pour l'Allemagne. Ce mythe trouve sans doute sa source dans l'emploi récurrent des termes « nation » ou « grande nation » par les responsables politiques, de Charles de Gaulle, à Jacques Chirac ou François Hollande. Ceci amène parfois à des malentendus, voire une certaine irritation, dans la communication entre Français et Allemands.